# Агнешко чомлек кебаб
Агнешки чомлек кебап (на турски: çömlek e гърне) е ястие от традиционната българска кухня, приготвено от нарязано на късове и задушено в гърне агнешко месо, лук, арпаджик, чесън, доматено пюре, брашно, бяло вино и подправки.

## Техника на приготвяне
Месото се нарязва на хапки и се задушава в мазнина.
Прибавят се нарязаните на ситно лук, чесън и почистен арпаджик. След като се запържи, се поръсва брашно, добавя се виното и доматеното пюре, сол и магданоз.
Ястието се прехвърля в гърне, капакът се замазва с тесто и се пече в продължение на 3-4 часа на бавен огън. Поднася се поръсено със ситно нарязан магданоз. Отделно се поднася гъсто кисело мляко.